# Meister A. A.
Meister A. A. ist der Notname für einen nicht exakt bestimmbaren Meister der Spätgotik, der auf seiner Arbeit lediglich sein Monogramm hinterließ und dem verschiedene Werke zugeschrieben werden.

## Leben
Hans Ankwicz-Kleehoven und Karl Garzarolli-Thurnlackh bringen das Monogramm mit Andre Astl in Verbindung, dem Mitglied einer Welser Künstlerfamilie oder Werkstatt, zu der auch der Bildhauer Lienhart Astl gehörte. Die Malerei ist der Donauschule zuzurechnen.

## Zugeschriebene Werke

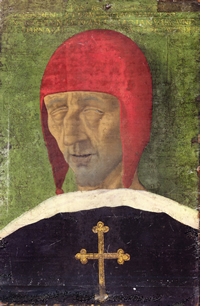
Totenbild von Kaiser Maximilian I, Tempera auf Pergament 1519

### Der Großreiflinger Altar
Der Altar wurde 1518 für die Filialkirche Großreifling angefertigt und befindet sich heute im Universalmuseum Joanneum in Graz. In ihm hat sich der Maler mit den Initialen A. A. verewigt. Die Predella und die Flügel zeigen Szenen aus der Passion Christi, die sich eng an Dürers kleine Holzschnitt- und Kupferstichpassion und das Marienleben anlehnen. Die farbliche Gestaltung ist typisch für die Donauschule.  Die Kreuzigungsgruppe in der Mitte stammt von einem anderen Künstler.

### Totenbild Kaiser Maximilians I.
Dem Meister A. A. wird von Kurt Holter und Hans Ankwitz-Kleehoven auch ein Totenbild des Kaisers Maximilian I. von 1519 zugeschrieben. Es ist in mehreren Wiederholungen  erhalten, eine Version befindet sich ebenfalls im Joanneum.

### Werke in Kremsmünster
Zwei weitere Werke aus dem Stift Kremsmünster gelten als zusammengehörig, die Zuschreibung zum Meister A. A. wird von Kurt Holter vermutet. Ein Epitaph für den Welser Bürger Pankraz Scheibel entstand um 1520 und ist nicht signiert. Zwei Tafeln aus einem Marienleben, die Darstellung im Tempel und Mariä Tod, sind auf das Jahr 1522 datiert. Für die Tafel Mariä Tod  diente wiederum Dürers Marienleben als Vorlage. Die Behandlung der Vorlage ist der des Altars ähnlich. Auch dieses Werk ist nicht signiert.